# كريستينا تراين
كريستينا تراين (بالإنجليزية: Kristina Train)‏ هي مغنية ومغنية مؤلفة أمريكية، ولدت في 17 يناير 1982 في نيويورك في الولايات المتحدة.

## وصلات خارجية
- الموقع الرسمي
- كريستينا تراين على موقع ميوزك برينز (الإنجليزية)
- كريستينا تراين على موقع أول ميوزيك (الإنجليزية)
- كريستينا تراين على موقع ديسكوغز (الإنجليزية)